# Chasing Papi
Chasing Papi (Brasil: Confusões Amorosas ) é um filme estadunidense de comédia romântica de 2003 dirigido por Linda Mendoza e estrelado por Roselyn Sánchez, Sofía Vergara, Jaci Velasquez e Eduardo Verástegui sobre mulheres que descobrem que seu namorado está namorando as três ao mesmo tempo - uma descoberta que as leva a uma aventura por Los Angeles, Califórnia.
O filme teve produção de  Laura Angelica Simon, Tracey Trench e Forest Whitaker, com roteiro de Laura Angelica Simon e Steve Antin.

## Sinopse
O filme abre com uma narração animada da vida de Tomás Fuentes (Eduardo Verástegui), em que está sempre rodeado de mulheres. Em sua vida atual, ele é um representante do Olivero & Sanchez Marketing Group em Los Angeles e está ocupado viajando para visitar suas três namoradas para dar um presente a cada uma. Cici (Sofía Vergara), uma garçonete de Miami que gosta de ser o centro das atenções; Patricia Sofia Ordonez Coronado del Pescador (Jaci Velasquez), uma debutante da alta sociedade de Nova York que está cansada das tentativas intermináveis de sua mãe (María Conchita Alonso) de casá-la; e Lorena Morales (Roselyn Sánchez), advogada de Chicago, que adora como Tomás a faz se sentir sexy; se apaixonaram por ele e lhe deram o apelido carinhoso de "Papi". Essa espécie de triângulo amoroso afeta a vida profissional de Tomás, fazendo com que ele desmaie durante uma apresentação. Seu médico (Ian Gomez) fica sabendo do triângulo amoroso, manda Tomás escolher apenas uma mulher, prescreve calmantes e desaconselha dirigir, álcool e mulheres.
Por coincidência, todas as três namoradas vão para Los Angeles depois de ouvirem o horóscopo lido por Walter Mercado no Primer Impacto da Univision. As três mulheres chegam em sua casa enquanto ele está no médico. Em vez de brigarem entre si, as três concordam em ir embora e deixar Tomas como vingança por ele as ter traído. Na ausência deles, Tomás chega em casa e toma seus calmantes com álcool. Cada uma das meninas tem dúvidas sobre ir embora e voltam para enfrentar Tomás diretamente. Primeiro Lorena, depois Patricia e finalmente Cici, fazendo com que Tomás tomasse uma overdose de álcool e calmantes e desmaiasse novamente.
Mary (Joy Enriquez), secretária de Tomás, liga esperando que ele esteja melhor. Do lado de fora da casa de Tomás, a agente do FBI Carmen Rivera (Lisa Vidal), está esperando. Ela seguiu Cici até Los Angeles como parte de uma investigação. Fala (Diana-Maria Riva), sócia de Cici, fez com que Cici fizesse um favor ao namorado Ricky ao levar um carro que ele vendeu online para o comprador em Los Angeles. Ricky está envolvido no anel falsificado de Whittaker que o agente Rivera está investigando. As garotas a veem enquanto entram em pânico sobre o que fazer com Tomás e pensam que ela é "a mulher de Los Angeles" que acabou de ligar, provavelmente de um telefone celular.
Assustadas com a arma da Agente Rivera, as garotas decidem tirar Tomás de casa e esperar até que ele acorde para decidir com qual garota quer ficar. Elas carregam todas as suas malas no carro de Ricky e, após uma curta perseguição, decidem ficar em um hotel Marriott em vez de um Motel 6. Infelizmente, os cartões de crédito de Patricia foram cancelados por sua mãe. No entanto, Lorena é sua graça salvadora. O Concurso de Beleza Miss Latina Americana está sendo realizado no mesmo hotel e o vôo da Miss Porto Rico está atrasado. Lorena tem uma semelhança com a verdadeira competidora de beleza e toma seu lugar. Cici se faz passar por ela e Patricia como sua equipe. Ao mover suas malas para o quarto da Miss Porto Rico, uma sacola cai do carrinho no chão da sala de bagagem.
No quarto do hotel, as três garotas jantam, esvaziam três garrafas de champanhe e compartilham suas histórias de vida. Cada uma delas tem um sonho em que acaba com Tomás, mas se sentem mal por ter deixado as outras duas para trás.
Na manhã seguinte, Lorena tem que se encontrar com os juízes e Cici tem que entregar o carro de Ricky para um homem chamado Rodrigo (D.L. Hughley), que aparentemente o comprou. Elas deixam Tomás, mas, na ausência deles, ele é levado pela agente Rivera, que os seguiu até o hotel. Acontece que Rodrigo não estava interessado no carro, mas em uma bolsa que deveria estar no porta-malas. Ao retornar ao hotel com o sócio de Rodrigo, Victor (Freddy Rodriguez), as garotas descobrem que Tomás está desaparecido e uma nota que diz: "Se você quer seu Papi de volta, traga o dinheiro para o fantoche de Don Quixote no festival LA Latin às 17h. Sem policiais".
Patricia nocauteia Victor com um abajur e Cici liga para Fala, em Miami, pedindo respostas sobre o carro, mas não consegue. Só falta fazer o que a nota diz. Elas são interrompidos por Costas Delgado (Paul Rodriguez, sem créditos), o diretor do concurso, que estava procurando por Lorena e precisa dela para se encontrar com os juízes imediatamente. Patricia encontra a sacola extra cheia de dinheiro no bagageiro e Cici pega um mapa do festival. Victor acorda, liga para Rodrigo e eles planejam pegar as meninas no festival.
Enquanto a Miss México está sendo entrevistada, Lorena desabotoa levemente a blusa para mostrar seu decote e Costas a ajuda com a faixa. Durante a entrevista de Lorena, Patricia e Cici chegam, mas também a verdadeira Miss Porto Rico (Nicole Scherzinger), que vence Lorena como uma impostora. Cici a tropeça, permitindo que as três escapem. Lá fora, Tomás acorda no carro da agente Rivera. A agente Rivera avisa que pretende usá-lo e às meninas para deter Victor e Rodrigo. Eles seguem as garotas para o festival enquanto elas saem no carro de Ricky.
No caminho, o carro das meninas quebra completamente. Elas roubam uma motocicleta Harley-Davidson, que Patricia sabe dirigir, prometendo ao proprietário trazê-la de volta e deixando o mapa na estrada e a agente Rivera em outra perseguição. Na chegada, as meninas veem que o fantoche está atrás do palco. Correndo pela multidão para evitar os policiais, Patricia perde uma de suas lentes de contato coloridas. Como ela parece "muito melhor sem todo aquele dinheiro", ela simplesmente tira o outro. Victor e Rodrigo as avistam e as garotas correm para o palco onde Sheila E. está se apresentando e dançando a música da cantora Christina Vidal, Dejaré, independentemente de suas origens em dança mista. Victor e Rodrigo se aproximam do palco, fazendo com que as meninas fujam no meio da apresentação. Todos correm para o fantoche, onde Carmen e outros agentes do FBI os cercam e prendem Victor e Rodrigo.
Tomás se reencontra com suas três namoradas. Ele pede desculpas a elas por seu engano e é incapaz de escolher entre elas. As meninas, no entanto, todas encontraram suas forças interiores e preferem deixá-lo. Tomás decide seguir o conselho da agente Carmen e passar algum tempo sozinho... depois de levá-la para jantar fora. Voltando à multidão do festival, as meninas são convidadas a voltar ao palco onde dançam a música It's All About Nothing de Christina Vidal.
A linha do tempo do filme avança cinco meses depois e as meninas mantiveram contato. Patricia se mudou para seu próprio apartamento com seu cachorro Fifi e conseguiu um emprego em uma galeria de arte. Cici é animadora de um cruzeiro com sua parceira de negócios Fala. Lorena ainda é advogada e trabalha pro bono, mas aproveita bem seu tempo e se autoproclama a "Rainha do Tango". Fifi ouve seu horóscopo que a aconselha a "sair pela porta porque o amor está esperando por [ela]". O filme termina com Fifi encontrando seu "Cachorro Chulo".

## Elenco
- Roselyn Sánchez como Lorena
- Sofía Vergara como Cici
- Jaci Velasquez como Patricia
- Eduardo Verástegui como Tomás "Papi" Fuentes
- Lisa Vidal como Carmen
- Freddy Rodríguez como Victor
- D.L. Hughley como Rodrigo
- María Conchita Alonso como Maria
- Walter Mercado como ele mesmo
- Carlos Ponce como ele mesmo
- Joy Enriquez como Mary
- Ian Gomez	 como Doutor Chu
- Diana-Maria Riva como Fala (como Diana Maria Riva)
- Ivette Sosa como Gloria
- Bárbara Bermudo como repórter de TV de Miami

### Participações especiais
O filme conta com várias participações especiais, incluindo o cantor Carlos Ponce e a repórter do Primer Impacto Bárbara Bermudo.
Outros artistas que atuaram no filme incluem a vocalista das Pussycat Dolls, Nicole Scherzinger e a ex-integrante do Eden's Crush Ivette Sosa, e María Conchita Alonso.

## Recepção crítica
Os críticos deram críticas geralmente negativas a Chasing Papi. Ele recebeu uma avaliação geral baixa de 33% do Metacritic. O Rotten Tomatoes deu a ele uma classificação de apenas 14% com base em 49 avaliações. O filme falhou em atrair um público mainstream além de sua demografia hispânica.
Elizabeth Weitzman do New York Daily News escreveu "Os créditos deste filme são genuinamente impressionantes: Cada uma das talentosas atrizes já é uma popular estrela latina e o filme foi produzido por Forest Whitaker, que dirigiu Waiting to Exhale. Sem dúvida, ele esperava falar para um público não reconhecido da maneira que alguém fez. Em vez disso, ele fala diretamente para eles e para o resto de nós." 